# Jak se zbavit nevěsty
Jak se zbavit nevěsty je český film režiséra Tomáše Svobody z roku 2016. Pojednává o cukrářce Evě (Lenka Vlasáková), která podporovaná svou matkou (Jana Švandová) chce překazit svatbu svého bývalého manžela Honzy (David Matásek).

## Obsazení
| Lenka Vlasáková    | Eva   |
| David Matásek      | Honza |
| Jana Švandová      |       |
| Veronika Žilková   |       |
| Kordula Stropnická |       |
| Andrea Kerestešová |       |
| Matyáš Bystroň     |       |
| Marek Majeský      |       |
| Jana Stryková      |       |
| Jenovéfa Boková    |       |
| Jaroslav Plesl     |       |
| Lenka Loubalová    |       |
| Jaromír Dulava     |       |
| Jana Kolesárová    |       |
| Vladimír Kratina   |       |
| Josef Polášek      |       |
| Matěj Ruppert      |       |

## Zajímavosti
Jde o první film, v němž hraje Kordula Stropnická, dcera Martina Stropnického a Veroniky Žilkové.